# Цернина
Цернина або Церніна (словац. Cernina) — село в Словаччині, Свидницькому окрузі Пряшівського краю. Розташоване в північно-східній частині Словаччини в Ондавській височині, що є частиною Низьких Бескидів. Протікає річка Цернінка.
Уперше згадується у 1414 році.

## Пам'ятки
У селі є греко-католицька парафіяльна церква святих Кузьми та Дем'яна з 1805 року в стилі класицизму.
З 1973 року національна культурна пам'ятка разом з брамою з 1805 року в стилі класицизму.

## Населення
| Рік:            | 1993 | 2003    | 2013    | 2023    |
| --------------- | ---- | ------- | ------- | ------- |
| Кількість осіб: | 606  | 593     | 588     | 579     |
| Різниця:        |      | -2,14 % | -0,84 % | -1,53 % |

| Рік:            | 2022 | 2023    |
| --------------- | ---- | ------- |
| Кількість осіб: | 578  | 579     |
| Різниця:        |      | +0,17 % |

В селі проживає 583 осіб.
Національний склад населення (за даними останнього перепису населення — 2001 року):
- словаки — 81,15 %
- русини — 11,88 %
- цигани — 5,26 %
- українці — 0,68 %
- чехи — 0,17 %

Склад населення за приналежністю до релігії станом на 2001 рік:
- греко-католики — 82,51 %,
- римо-католики — 4,92 %,
- православні — 2,21 %,
- протестанти — 0,17 %,
- не вважають себе віруючими або не належать до жодної вищезгаданої церкви- 4,93 %